# Chaourse
Ne pas confondre avec Chaource, commune française de l'Aube
Chaourse est une commune française située dans le département de l'Aisne en région Hauts-de-France.

## Géographie

### Hydrographie
La commune est située dans le bassin Seine-Normandie. Elle est drainée par la Serre, le Hurtaut, la rivière de Vigneux et le Jeune Vat,,.
La Serre, d'une longueur de 96 km, prend sa source dans la commune de La Férée, à 265 m d'altitude, et se jette  dans l'Oise (rive gauche) à Danizy, à 52 m d'altitude, après avoir traversé 39 communes. Les caractéristiques hydrologiques du la Serre sont données par la station hydrologique située sur la commune de Montcornet. Le débit moyen mensuel est de 1,32 m3/s. Le débit moyen journalier maximum est de 28,5 m3/s, atteint lors de la crue du 7 janvier 2011. Le débit instantané maximal est quant à lui de 39,4 m3/s, atteint le 23 janvier 2009.

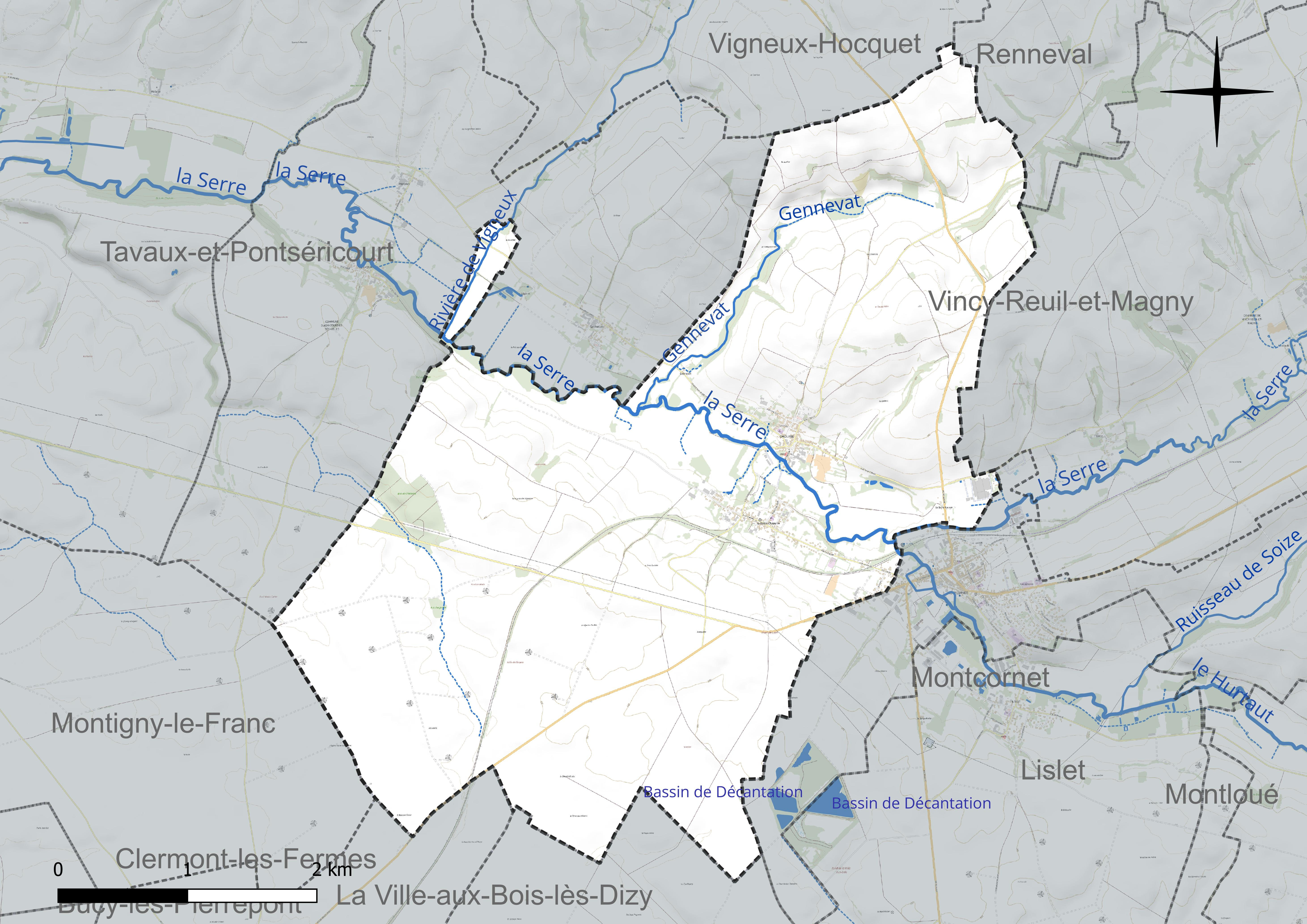
Réseau hydrographique de Chaourse.

L'Hurtaut, d'une longueur de 38 km, prend sa source dans la commune de Signy-l'Abbaye, à 235 mètres d'altitude, et se jette  dans la Serre sur la commune, après avoir traversé 17 communes.

### Climat
Pour des articles plus généraux, voir Climat des Hauts-de-France et Climat de l'Aisne.
En 2010, le climat de la commune est de type climat océanique dégradé des plaines du Centre et du Nord, selon une étude du CNRS s'appuyant sur une série de données couvrant la période 1971-2000. En 2020, Météo-France publie une typologie des climats de la France métropolitaine dans laquelle la commune est exposée à un climat océanique altéré et est dans la région climatique Nord-est du bassin Parisien, caractérisée par un ensoleillement médiocre, une pluviométrie moyenne régulièrement répartie au cours de l'année et un hiver froid (3 °C).
Pour la période 1971-2000, la température annuelle moyenne est de 10 °C, avec  une amplitude thermique annuelle de 15,1 °C. Le cumul annuel moyen de précipitations est de 817 mm, avec 12,7 jours de précipitations en janvier et 9,5 jours en juillet. Pour la période 1991-2020 la température moyenne annuelle observée sur la station météorologique la plus proche, située sur la commune de La Selve à 15 km à vol d'oiseau, est de 10,8 °C et le cumul annuel moyen de précipitations est de 710,7 mm,. Pour l'avenir, les paramètres climatiques de la commune estimés pour 2050 selon différents scénarios d'émission de gaz à effet de serre sont consultables sur un site dédié publié par Météo-France en novembre 2022.

## Urbanisme

### Typologie
Au 1er janvier 2024, Chaourse est catégorisée commune rurale à habitat dispersé, selon la nouvelle grille communale de densité à 7 niveaux définie par l'Insee en 2022.
Elle est située hors unité urbaine et hors attraction des villes,.

### Occupation des sols
L'occupation des sols de la commune, telle qu'elle ressort de la base de données européenne d'occupation biophysique des sols Corine Land Cover (CLC), est marquée par l'importance des territoires agricoles (94 % en 2018), une proportion sensiblement équivalente à celle de 1990 (94,1 %). La répartition détaillée en 2018 est la suivante : 
terres arables (84,9 %), prairies (9,1 %), zones urbanisées (4,7 %), forêts (1,3 %).
L'évolution de l'occupation des sols de la commune et de ses infrastructures peut être observée sur les différentes représentations cartographiques du territoire : la carte de Cassini (XVIIIe siècle), la carte d'état-major (1820-1866) et les cartes ou photos aériennes de l'IGN pour la période actuelle (1950 à aujourd'hui).

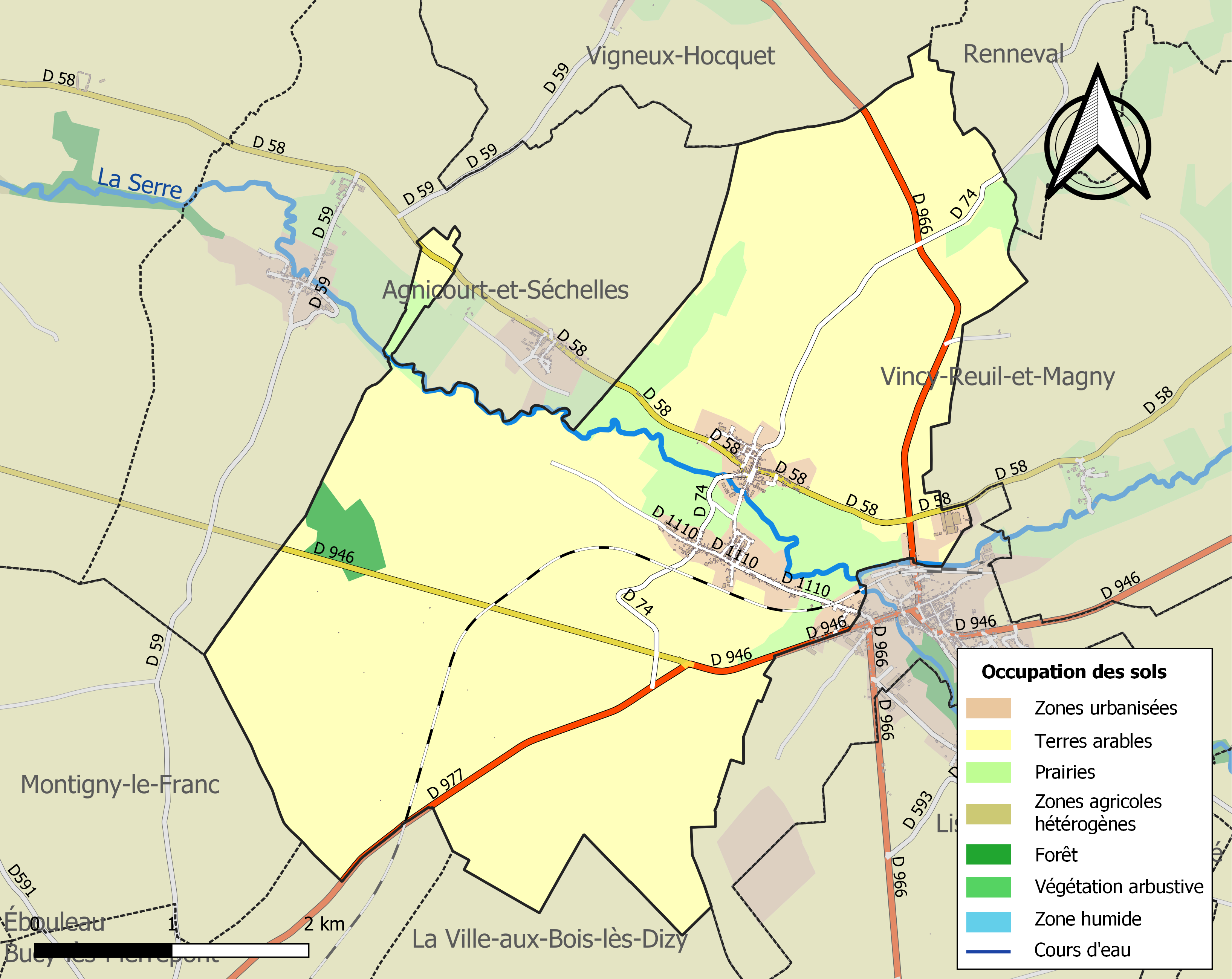
Carte des infrastructures et de l'occupation des sols de la commune en 2018 (CLC).

## Toponymie
Le village fut une station romaine sous le nom de Catusiacum. Son nom variera ensuite de nombreuses fois en fonction des différents transcripteurs : Cadussa villa in comitatu Laudunensi super fluvium Seræ  en 867 dans le diplôme de Charles le Chauve, puis Cadurca, Choursia, Chaurse, Chaoursia, Causa, Chaorsia, Cheousse, Chaourses, Chausse-et-la Déconfiture, Chaourse-en-Thiérache sur la carte de Cassini au XVIIIe siècle et enfin le nom actuel Chaourse au XIXe siècle.

## Histoire
- Une des voies romaines passait par Chaourse en traversant la Serre. Il s'agissait de la voie reliant Reims à Bavay (Nord). Bavay était un nœud routier stratégique et commercial où sept voies se regroupaient, assurant la liaison entre la Germanie et le port de Boulogne-sur-Mer.
- En 867, Chaourse fut donnée aux moines de l'abbaye de Saint-Denis par Charles le Chauve.
- En 1365, l'abbé de Saint-Denis obtint du roi l'autorisation de fortifier l'église de Chaourse afin que les habitants puissent se protéger des nombreux pillards qui infestaient la région durant la guerre de Cent Ans.

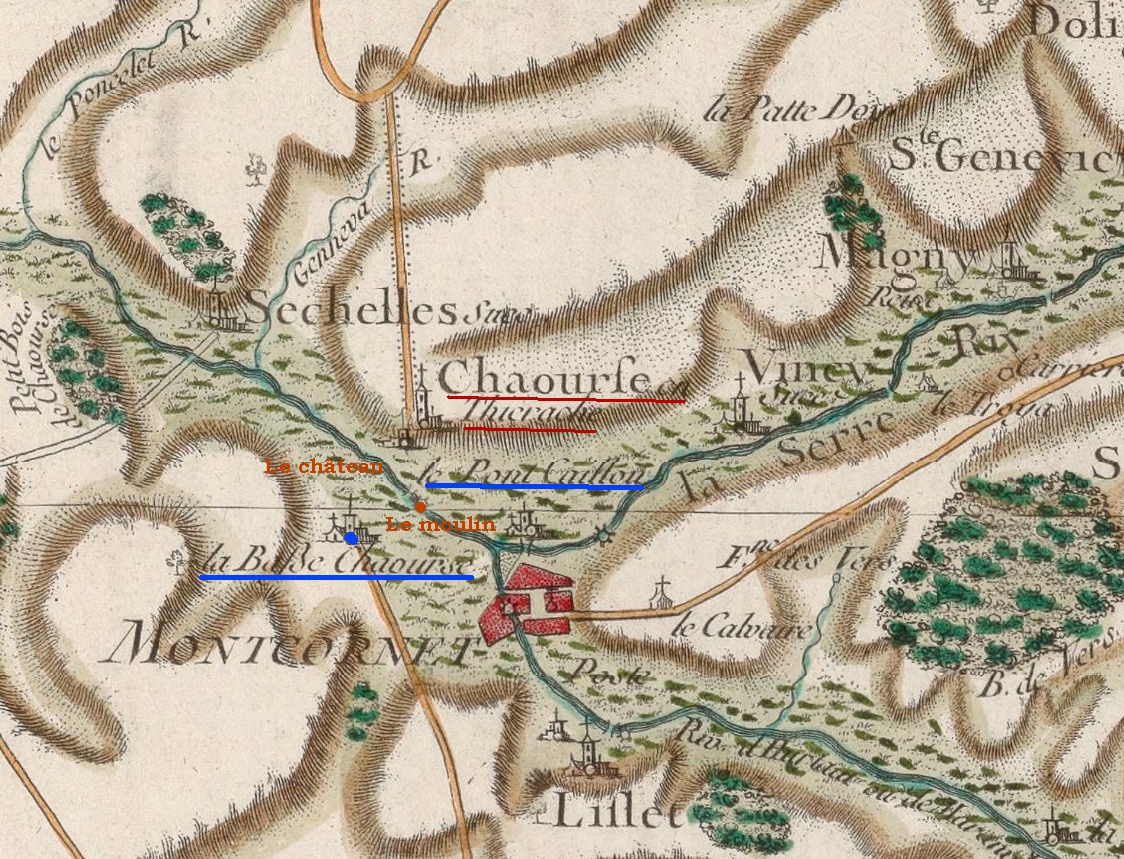
Carte de Cassini du secteur
(vers 1750).

La carte de Cassini montre qu'au XVIIIe siècle, Chaourse est une paroisse située sur la rive droite de la Serre. 

Au sud-ouest, sur la rive gauche de la Serre, le hameau de Basse-Chaourse existe encore de nos jours. Un pont en bois, représenté sur la carte, permettait aux habitants de franchir la Serre pour circuler entre les deux parties du village. Par contre, le hameau de Pont-Caillou ou Pont Cailleau était déjà complètement détruit en 1870.

Un  moulin à eau, dont les vestiges sont encore présents, est symbolisé par une roue dentée sur la Serre.

Le château  est également représenté.
Par arrêté préfectoral du 20 décembre 2016, la commune est détachée le 1er janvier 2017 de l'arrondissement de Laon pour intégrer l'arrondissement de Vervins.

### Passé ferroviaire du village
|  |

De 1907 à 1959, Chaourse a été traversé par la ligne de chemin de fer de Marle à Montcornet qui passait au sud du village sur la rive droite de la Serre.
 
Chaque jour, quatre trains s'arrêtaient dans chaque sens dans la gare pour prendre les passagers qui se rendaient soit à Marle, soit à Montcornet.

Après la fermeture de la ligne, les rails , les traverses et le ballast ont été vendus ; une grande partie du tracé  a été rendue à l'exploitation agricole.

## Politique et administration

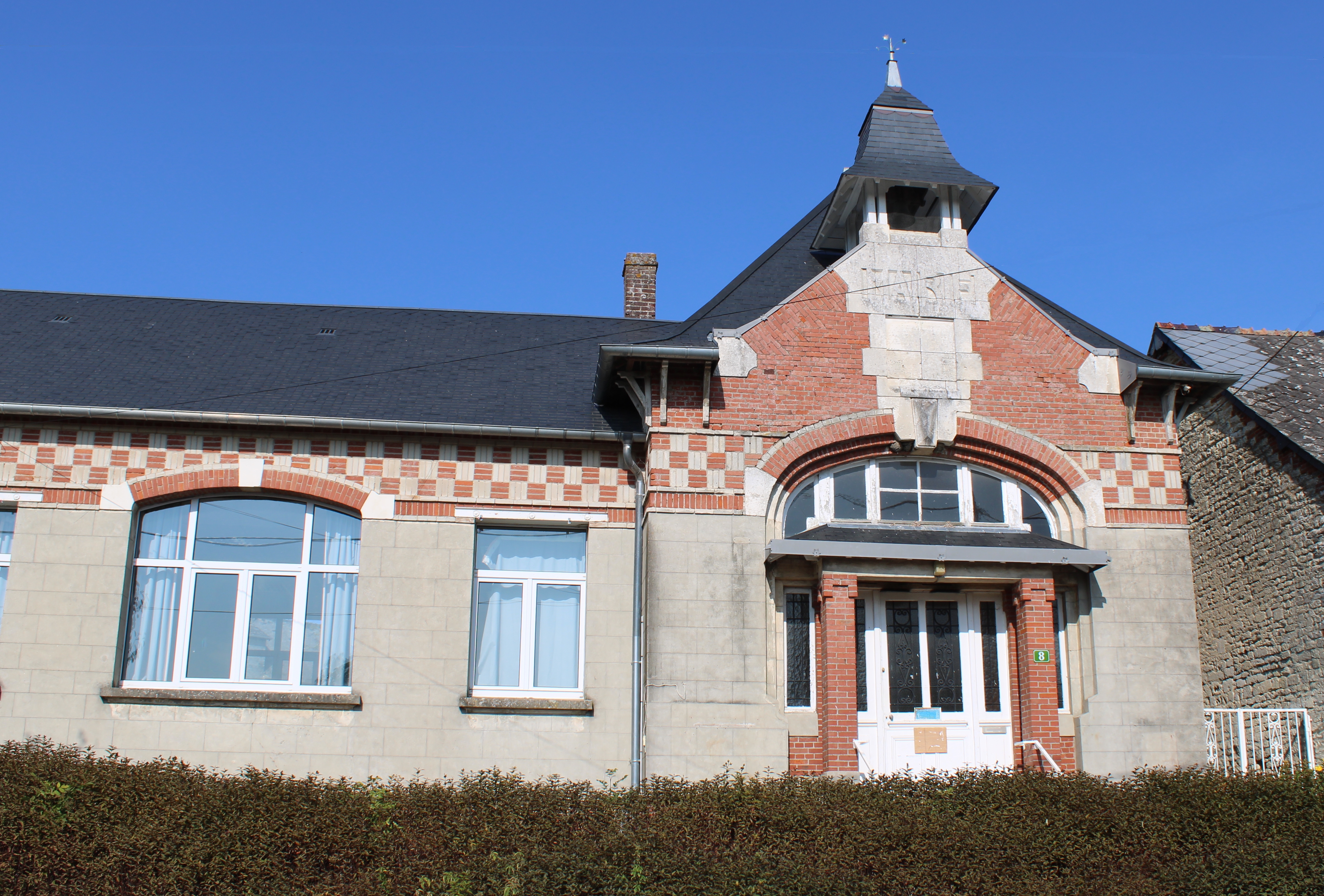
La mairie surmontée de son clocheton.

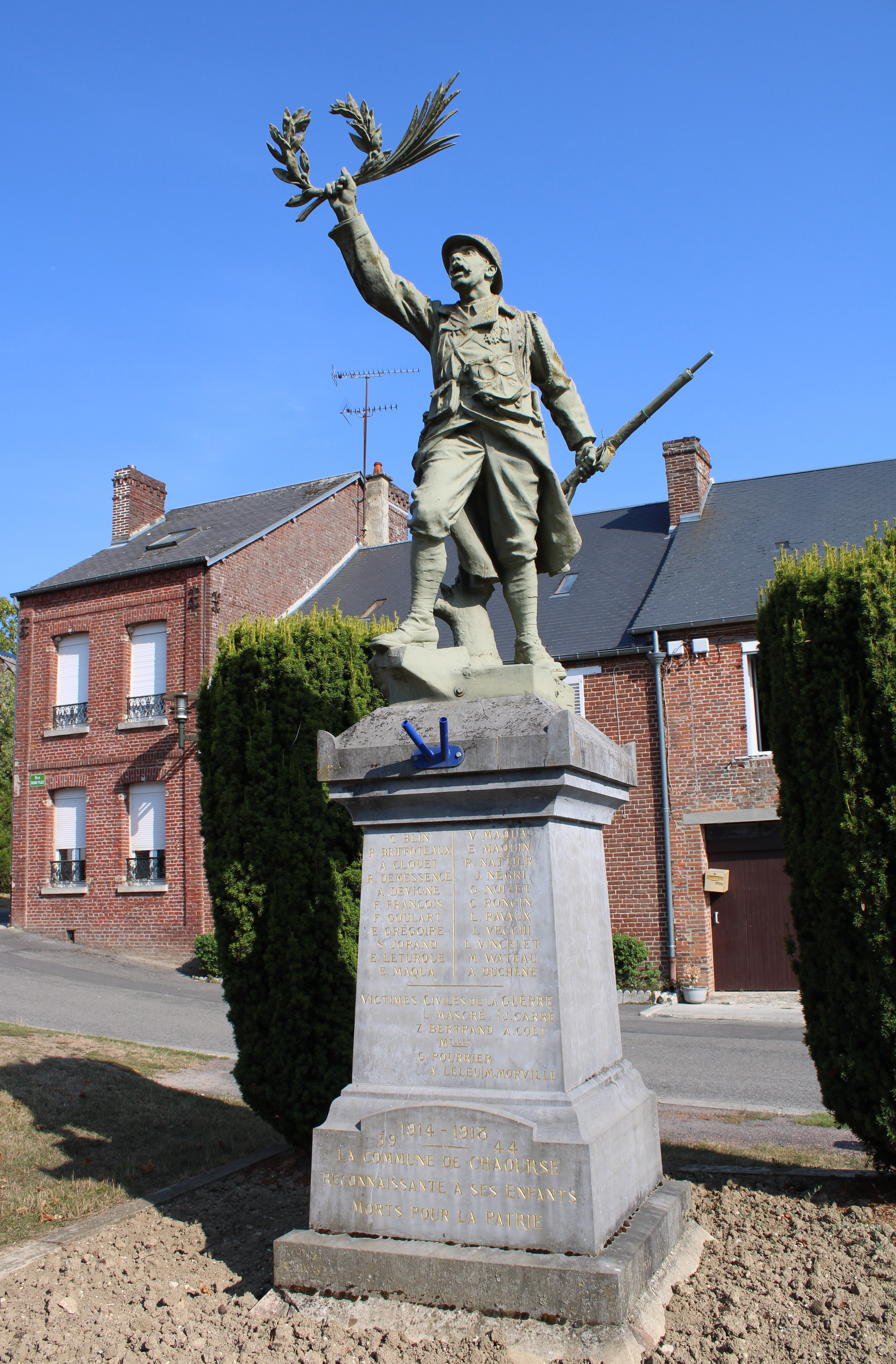
Le monument aux morts.

### Découpage territorial
La commune de Chaourse est membre de la communauté de communes des Portes de la Thiérache, un établissement public de coopération intercommunale (EPCI) à fiscalité propre créé le 22 décembre 1997 dont le siège est à Rozoy-sur-Serre. Ce dernier est par ailleurs membre d'autres groupements intercommunaux.
Sur le plan administratif, elle est rattachée à l'arrondissement de Vervins, au département de l'Aisne et à la région Hauts-de-France. Sur le plan électoral, elle dépend du  canton de Vervins pour l'élection des conseillers départementaux, depuis le redécoupage cantonal de 2014 entré en vigueur en 2015, et de la première circonscription de l'Aisne  pour les élections législatives, depuis le dernier découpage électoral de 2010.

### Administration municipale
| Période                                  | Période                       | Identité           | Étiquette | Qualité                    |
| ---------------------------------------- | ----------------------------- | ------------------ | --------- | -------------------------- |
| Les données manquantes sont à compléter. |                               |                    |           |                            |
| mars 2001                                | mars 2008                     | Michel Charpentier |           |                            |
| mars 2008                                | mars 2014                     | Claude Rocourt     |           |                            |
| mars 2014                                | juillet 2020                  | Michel Charpentier | DVD       | Retraité Fonction publique |
| juillet 2020                             | En cours (au 12 juillet 2020) | Yannick Naveau     |           |                            |

## Démographie
L'évolution du nombre d'habitants est connue à travers les recensements de la population effectués dans la commune depuis 1793. Pour les communes de moins de 10 000 habitants, une enquête de recensement portant sur toute la population est réalisée tous les cinq ans, les populations de référence des années intermédiaires étant quant à elles estimées par interpolation ou extrapolation. Pour la commune, le premier recensement exhaustif entrant dans le cadre du nouveau dispositif a été réalisé en 2006.

En 2022, la commune comptait 497 habitants, en évolution de −7,1 % par rapport à 2016 (Aisne : −1,97 %, France hors Mayotte : +2,11 %).
| 1793 | 1800 | 1806 | 1821 | 1831 | 1836 | 1841 | 1846  | 1851 |
| ---- | ---- | ---- | ---- | ---- | ---- | ---- | ----- | ---- |
| 613  | 719  | 788  | 823  | 961  | 971  | 994  | 1 011 | 981  |

| 1856 | 1861 | 1866 | 1872 | 1876 | 1881 | 1886  | 1891 | 1896 |
| ---- | ---- | ---- | ---- | ---- | ---- | ----- | ---- | ---- |
| 983  | 910  | 886  | 830  | 861  | 834  | 1 000 | 780  | 765  |

| 1901 | 1906 | 1911 | 1921 | 1926 | 1931 | 1936 | 1946 | 1954 |
| ---- | ---- | ---- | ---- | ---- | ---- | ---- | ---- | ---- |
| 801  | 776  | 778  | 706  | 745  | 740  | 699  | 748  | 755  |

| 1962 | 1968 | 1975 | 1982 | 1990 | 1999 | 2006 | 2011 | 2016 |
| ---- | ---- | ---- | ---- | ---- | ---- | ---- | ---- | ---- |
| 783  | 769  | 629  | 551  | 522  | 522  | 541  | 525  | 535  |

| 2021 | 2022 | - | - | - | - | - | - | - |
| ---- | ---- | - | - | - | - | - | - | - |
| 512  | 497  | - | - | - | - | - | - | - |

## Culture locale et patrimoine

### Lieux et monuments
- Le « Trésor de Chaourse », composé d'objets métalliques gallo-romains, est conservé au British Museum de Londres.

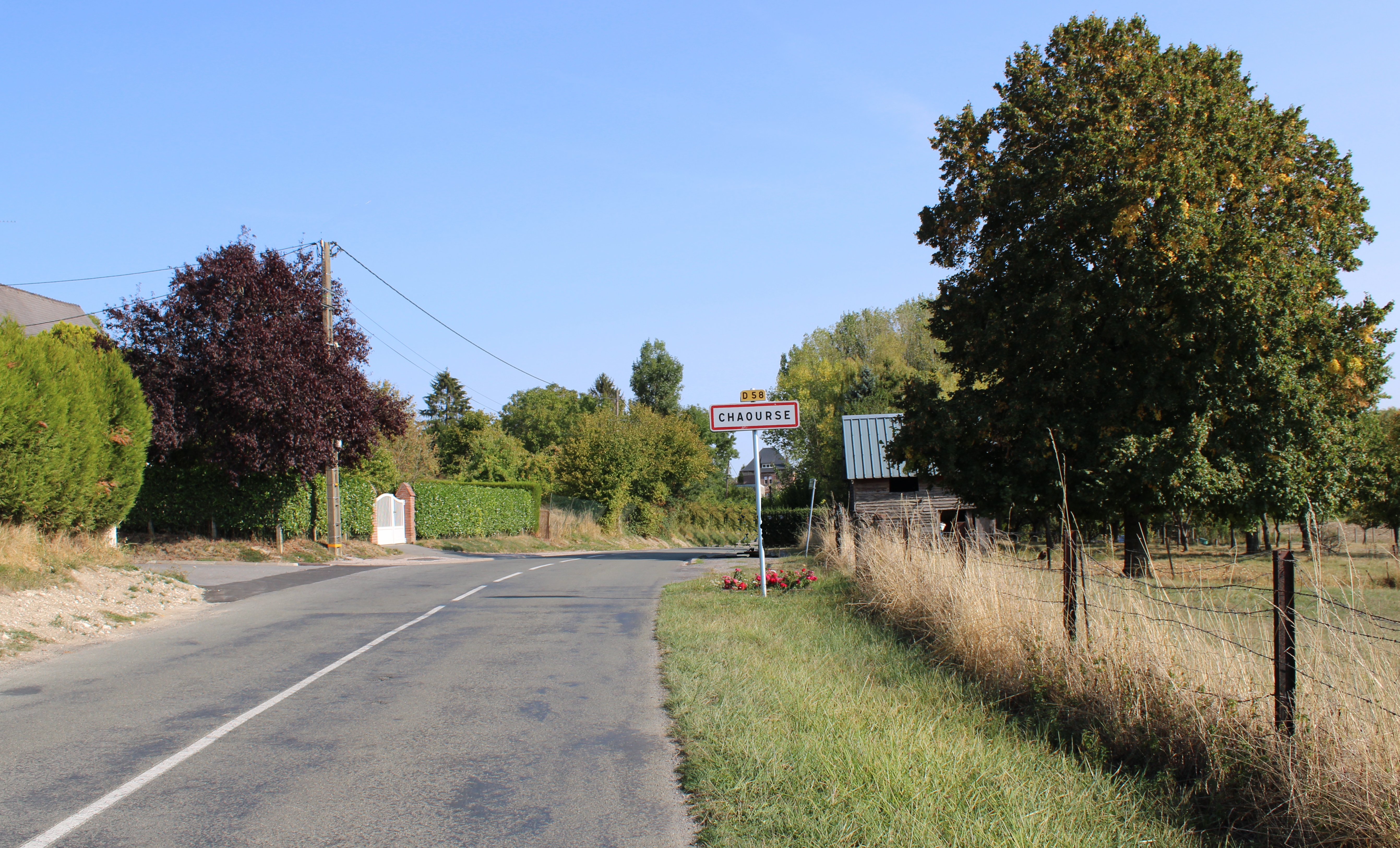
L'entrée nord-ouest du village, par la rue de Séchelles (D 58).
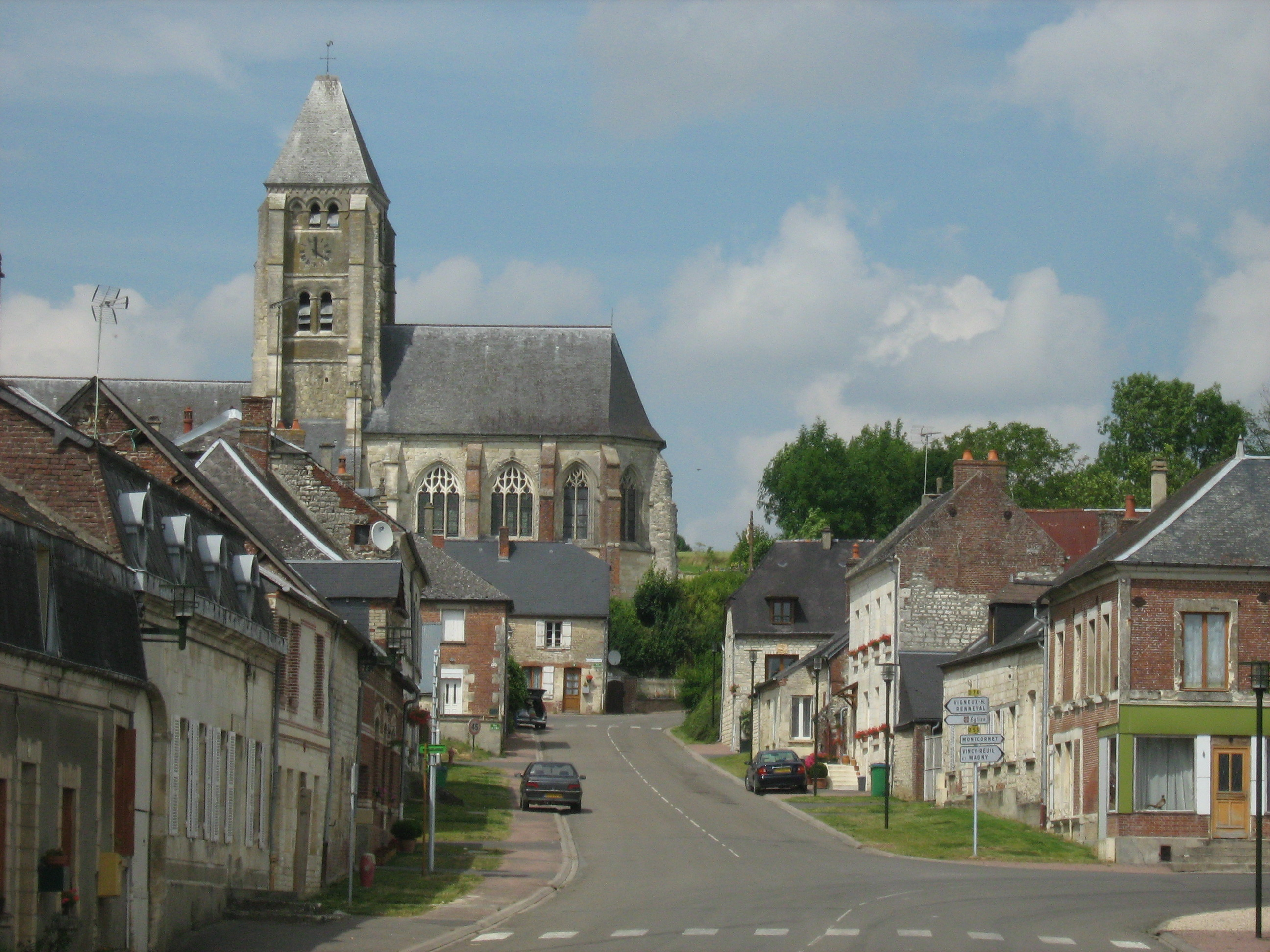
Vue depuis la Grand'place, l'église fortifiée de Chaourse dominant la bourgade.
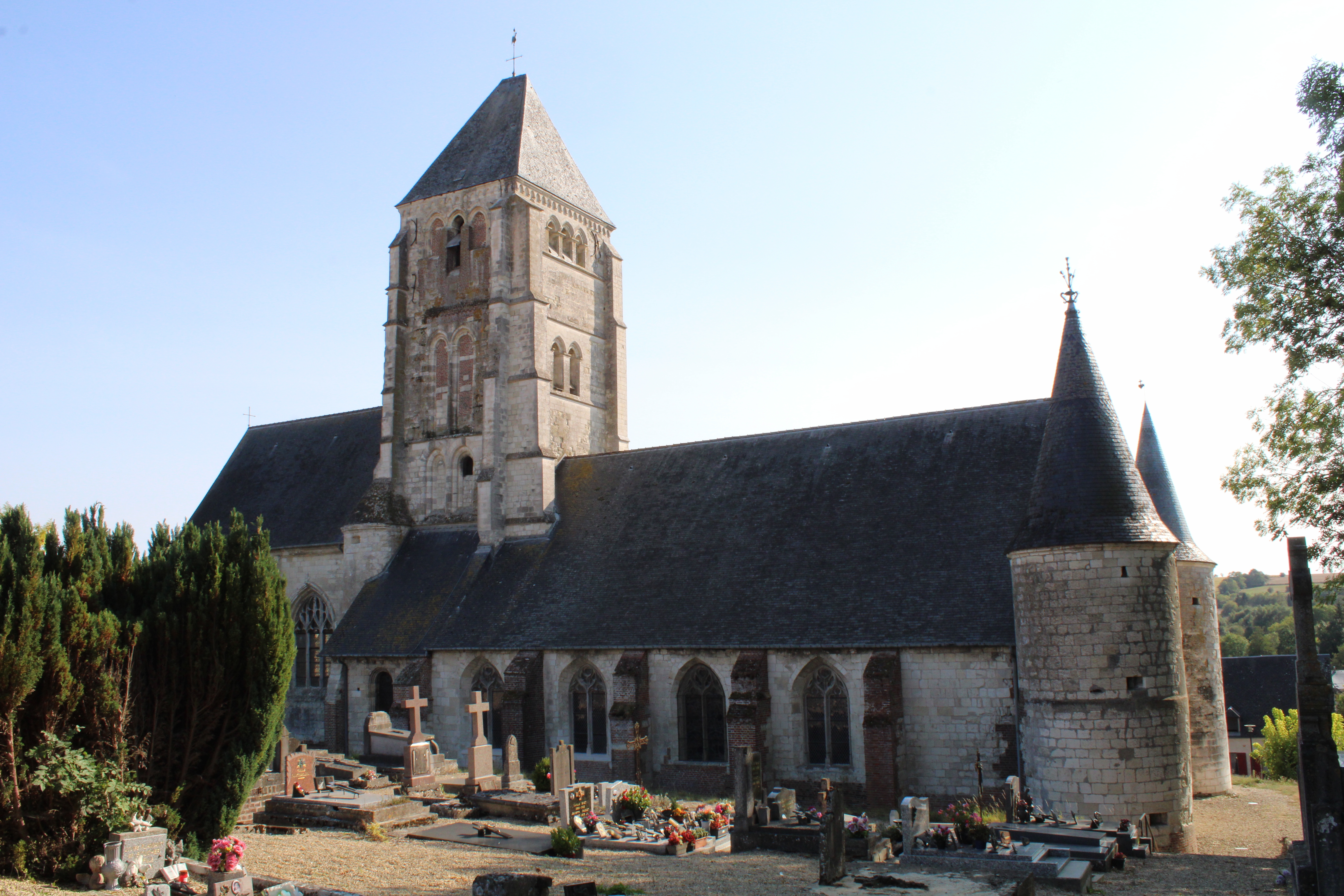
L'église fortifiée Saint-Martin.
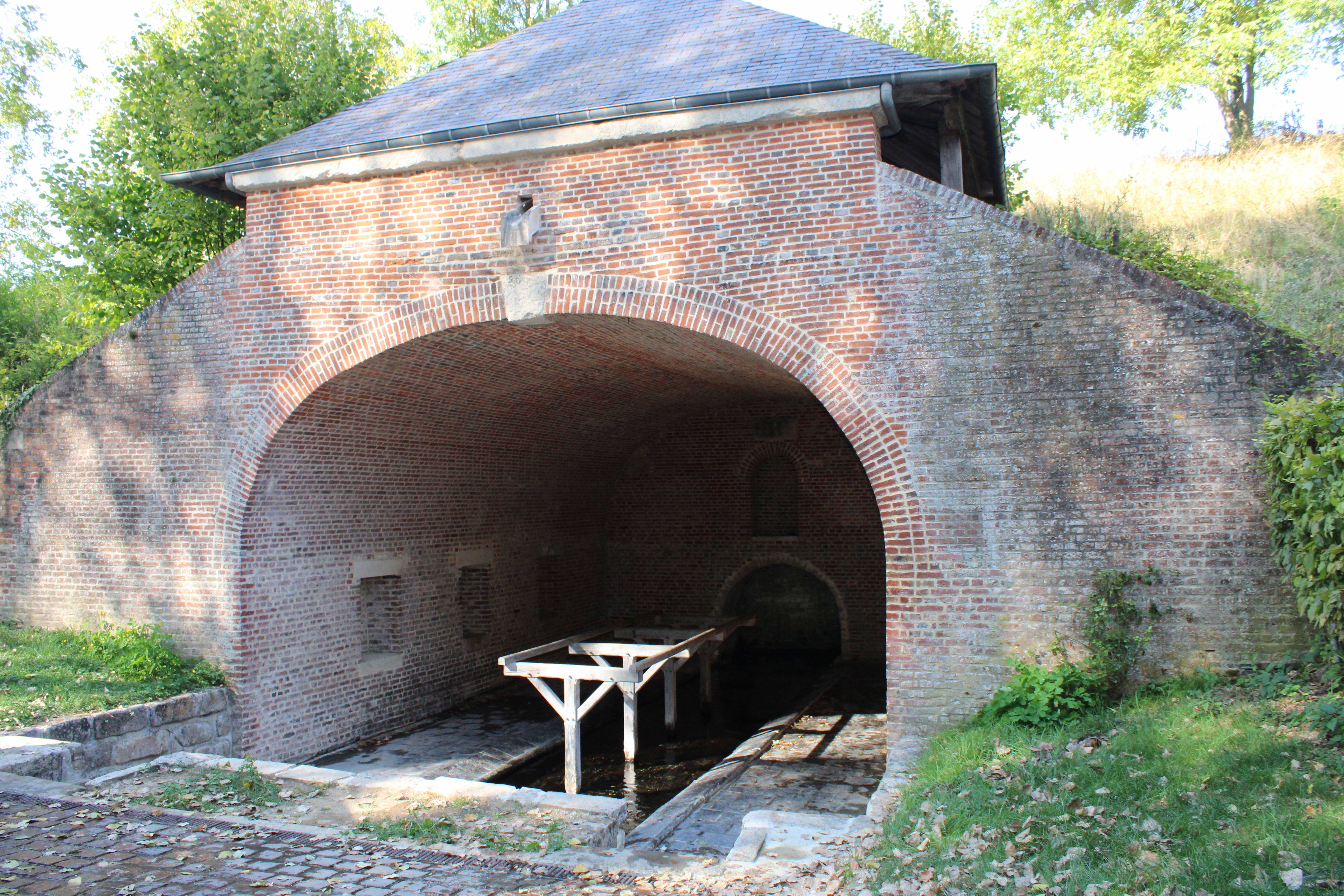
Le lavoir à voûte, rue de Séchelles, sur une partie de l'emplacement de l'ancien château[29] .

### Personnalités liées à la commune
- Jean-Baptiste Ogée est né à Chaourse en 1728 (mort à Nantes en 1789). Il est militaire et ingénieur géographe. Il participa aux campagnes de Flandre puis intégra, en 1748, l'administration des Ponts et Chaussées à Nantes.
- Jean Liénard, né en 1928 à Chaourse et décédé le 16 novembre 2005, est un joueur de rugby à XIII puis de rugby à XV.

## Pour approfondir